# Достойно есть
«Досто́йно есть» (др.-греч. Ἄξιόν ἐστιν, греч. Άξιον εστίν) в православии — почитаемая икона Богородицы и молитва, широко употребительная в богослужении. Молитву «Достойно есть» всегда сопровождает припев «Честнейшую херувим» (который также используется как припев евангельской «Песни Богородицы» и как самостоятельное молитвословие).

## История возникновения песнопения
В IX веке Богородицу величали песнопением, составленным в VIII веке Космой Маюмским (в церковнославянском переводе):
Честнейшую Херувим и славнейшую без сравнения Серафим, без истления Бога Слова рождшую, сущую Богородицу Тя величаем.

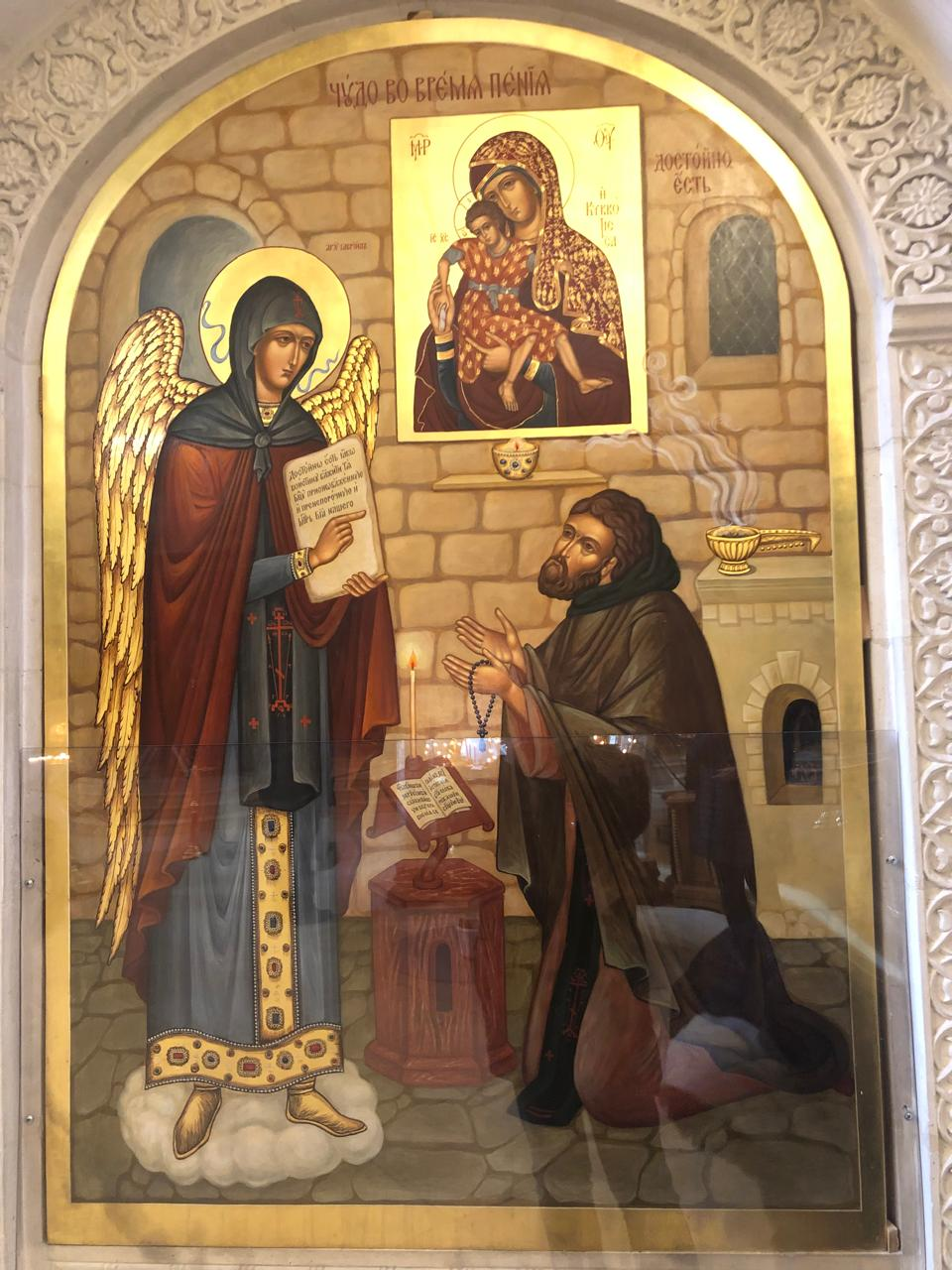
Чудо во время пения «Достойно есть». Икона из Зачатьевского монастыря

По преданию, в последней четверти X века, инок-послушник Карейского монастыря совершал всенощную службу в келье. Услышав стук в дверь, он открыл её и увидел незнакомого монаха, которого приветливо принял, и они стали вместе совершать молитвенные песнопения. Когда начали величать Богородицу, инок запел «Честнейшую Херувим…». Незнакомый гость сказал, что у них славят Богородицу по-иному, и показал как:
Достойно есть яко воистину блажити Тя, Богородицу, Присноблаженную и Пренепорочную и Матерь Бога нашего.
А уже после этого пропел — «Честнейшую Херувим…». Инок попросил записать незнакомца эту песнь, однако под рукой не оказалось никакой бумаги и письменных принадлежностей. Гость сказал, что в таком случае напишет песнь на камне и просит научить всех христиан, чтобы славословили Пресвятую Богородицу. Камень под руками незнакомца стал мягким, и, выведя надпись, он назвался архангелом Гавриилом и исчез (по этой причине молитву «Достойно есть» называют также «архангельской песнью»).
Икона, именовавшаяся «Милующая», перед которою песнь была воспета архангелом, была перенесена в соборный храм Успения Пресвятой Богородицы в Карье и поставлена в алтаре на горнем месте, где находится и в настоящее время. Плита с начертанной на ней архангелом Гавриилом песнью, была перенесена в Константинополь во время патриаршества Николая II Хрисоверга.

## Текст молитвы
| Греческий оригинал | Современный церковнославянский перевод | Транслитерация церковнославянского текста русскими буквами | Старообрядческий перевод | Русский перевод |
| --- | --- | --- | --- | --- |
| Ἄξιόν ἐστιν ὡς ἀληθῶς μακαρίζειν σε τὴν Θεοτόκον, τὴν ἀειμακάριστον καὶ παναμώμητον καὶ μητέρα τοῦ Θεοῦ ἡμῶν. Τὴν τιμιωτέραν τῶν Χερουβεὶμ καὶ ἐνδοξοτέραν ἀσυγκρίτως τῶν Σεραφείμ, τὴν ἀδιαφθόρως Θεὸν Λόγον τεκοῦσαν, τὴν ὄντως Θεοτόκον, σὲ μεγαλύνομεν. | Досто́йно є҆́сть ꙗ҆́кѡ во и́стинꙋ бл҃жи́ти тѧ̀, бг҃оро́дицꙋ, прⷵнобл҃же́ннꙋю и҆ пренепоро́чнꙋю и҆ мт҃рь бг҃а на́шегѡ. чⷵтнѣ́йшꙋю херꙋві́мъ и҆ сл҃внейшꙋю безⸯ сравне́нїѧ серафі́мъ, безⸯ и҆стлѣ́нїѧ бг҃а сло́ва ро́ждшꙋю, сꙋ́щꙋю бг҃оро́дицꙋ, тѧ̀ велича́емъ. | Досто́йно есть я́ко вои́стину блажи́ти Тя, Богоро́дицу, Присноблаже́нную и Пренепоро́чную и Ма́терь Бо́га на́шего. Честне́йшую Херуви́м и сла́внейшую без сравне́ния Серафи́м, без истле́ния Бо́га Сло́ва ро́ждшую, су́щую Богоро́дицу, Тя велича́ем. | Досто́йно є҆́сть ꙗ҆́кѡ во и́стинꙋ бл҃жи́ти тѧ̀, бг҃оро́дице, прⷵнобл҃же́ннꙋю и҆ пренепоро́чнꙋю и҆ мт҃рь бг҃а на́шегѡ. чⷵтнѣ́йшꙋю херꙋві́мъ и҆ сл҃внейшꙋю во и҆́стинꙋ серафі́мъ, безⸯ и҆стлѣ́нїѧ бг҃а сло́ва ро́ждьшꙋю, сꙋ́щꙋю бг҃оро́дицꙋ, тѧ̀ велича́емъ. | 1. Поистине достойно прославлять Тебя, Богородицу, всегда блаженную и непорочную и Матерь Бога нашего. 2. Ты достойна большей почести, чем херувимы, и по славе Своей несравненно выше серафимов. 3. Ты без нарушения чистоты родила Бога-Слово, и как истинную Богородицу мы Тебя величаем. |

## Использование в богослужениях
- Поётся на литургии Иоанна Златоуста после Евхаристического канона, сопровождаемого песнопением «Милость мира» (кроме двунадесятых праздников).
- После канона на утрени в будние дни (кроме двунадесятых праздников).
- При торжественной встрече архиерея перед Литургией[2].
- При окончании разных чинопоследований, а также в конце учебных занятий, после благодарения за пищу, в утренних молитвах и молитвах на сон грядущим, и в подобных случаях.

## Музыка
Многоголосные обработки (гармонизации) одноголосных распевов (разной традиции, старейшие принадлежат XVI в.) в XIX—XX вв. осуществляли церковные композиторы А. Ф. Львов, А. Д. Кастальский, Н. Н. Черепнин, П. Г. Чесноков и многие другие.
Популярность приобрели авторские сочинения на текст молитвы, которые создали Д. С. Бортнянский, П. И. Чайковский, А. А. Архангельский.

## Иконография
Именем молитвы названа чудотворная икона Божией Матери, хранящаяся в Успенском храме административного центра Святой Афонской Горы — Кареи. С иконой предание связывает обретение песнопения «Достойно есть…».
Празднование иконе совершается 11 (24) июня.